# Jörg Zintzmeyer
Jörg Zintzmeyer (* 17. September 1947 in Zürich; † 12. Mai 2009 in Männedorf) war ein Schweizer Designer und Unternehmer.

## Leben
Nach einer Ausbildung zum Grafiker und beruflichen Stationen in Mailand und London gründete Zintzmeyer 1972 seine Corporate-Identity-Beratung, die sich ab 1976 zusammen mit Peter G. C. Lux als Zintzmeyer & Lux AG etablierte. 1996 brachte er das Unternehmen in eine internationale Allianz mit Interbrand zu Interbrand Zintzmeyer & Lux ein. 2001 gab Zintzmeyer die operative Leitung des Unternehmens ab und zog sich im März 2006 aus dem Verwaltungsrat zurück. Danach widmete er sich der Beratung von auserwählten markenstrategischen Projekten und engagierte sich in der von ihm gegründeten Firma Originize, die sich mit Markenschutz befasst.
Er war massgeblich an der Entwicklung der Unternehmensidentitäten von BMW, der Deutschen Telekom, Lufthansa, TUI und anderen beteiligt. Darüber hinaus war er der Designer der 8. Serie der Schweizer Banknoten.